# Bessarabka

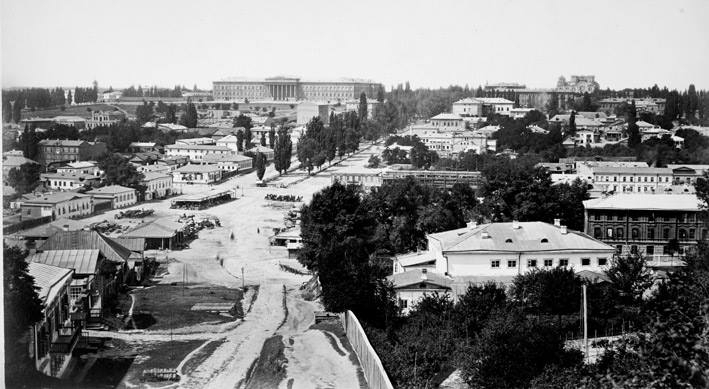
Imagine de la înc. sec. XX

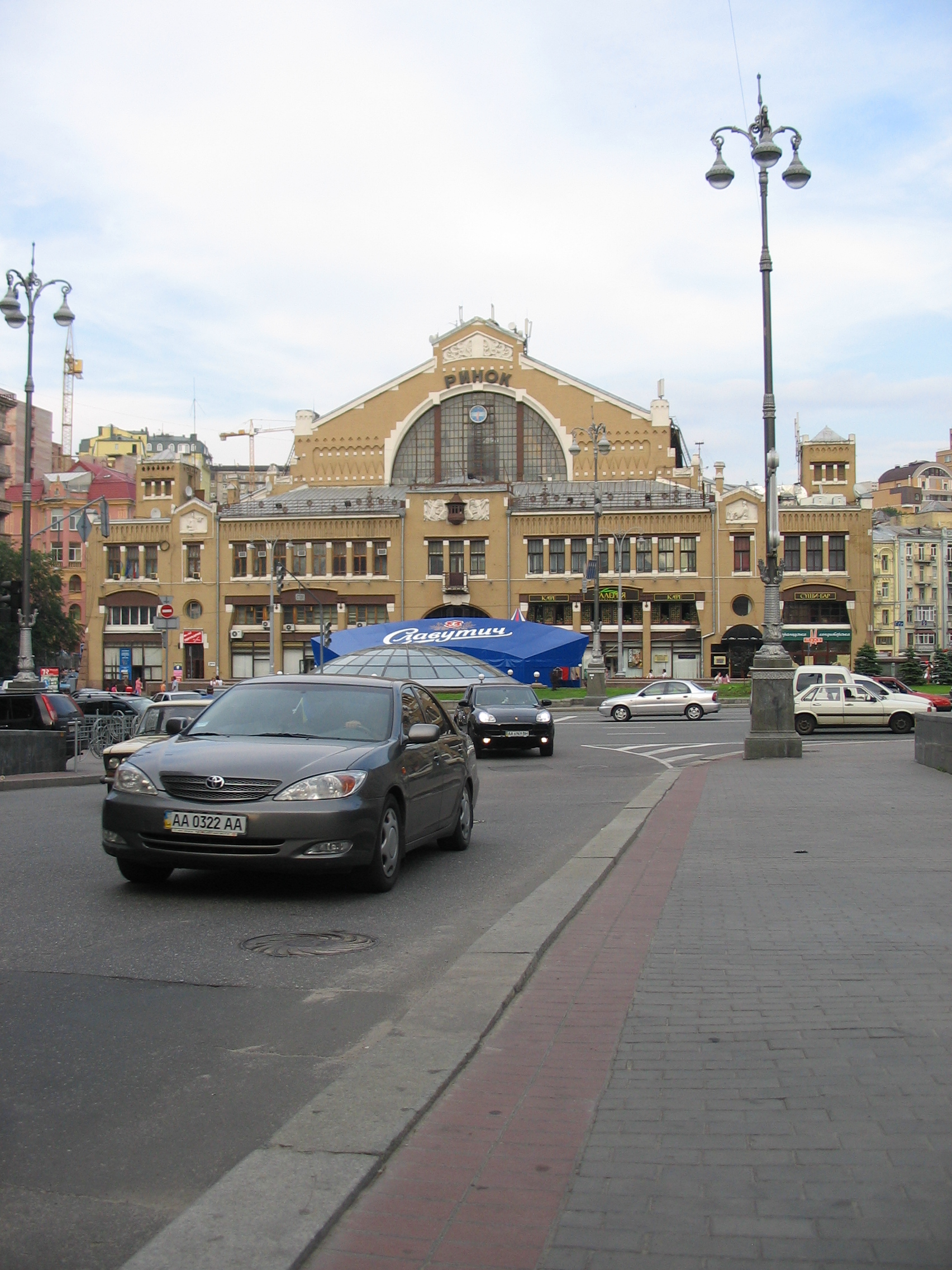
Intersecție în Piața Basarabiei din Kiev

Bessarabka (în ucraineană Бессарабка; în traducere Basarabeanca) este un cartier istoric din centrul orașului Kiev (raionul Șevcenkivski). Numele provine de la piața omonimă în jurul căreia se află cartierul, care la rândul ei a fost numită după locul de origine (Basarabia) al comercianților care făceau comerț aici la sfârșitul secolului al XIX-lea. 
În anii 1910-1912, aici a fost organizată piața cu același nume, cu o suprafață comercială de 896 m². În prezent, piața Basarabiei este considerată drept una dintre cele mai scumpe piețe din Kiev.